# توني رور
توني رور (بالإنجليزية: Tony Rohr)‏ هو ممثل بريطاني، ولد في 1940.

## أعمال

### أفلام
- (1990) انتدبت قاتل بعقد[3]
- (2010) سنة كبيسة[4][5]
- (2012) البؤساء
- (2013) المزدوج

## وصلات خارجية
- توني رور على موقع IMDb (الإنجليزية)
- توني رور على موقع ألو سيني (الفرنسية)
- توني رور على موقع ميوزك برينز (الإنجليزية)
- توني رور على موقع أول موفي (الإنجليزية)
- توني رور على موقع قاعدة بيانات الأفلام السويدية (السويدية)
- توني رور على موقع ديسكوغز (الإنجليزية)
- توني رور على موقع قاعدة بيانات الفيلم (الإنجليزية)
- توني رور على موقع كينوبويسك (الروسية)